# Rust Blaster
Rust Blaster (ラストブラスター?) è un manga shōnen scritto da Yana Toboso. È stato pubblicato sulla rivista Monthly GFantasy da ottobre 2005 a marzo 2006. L'editore Square Enix ha poi raccolto la serie in un volume tankōbon.

## Trama
Aldred è il figlio adottivo del direttore della Millennium Vampire Academy, su di lui gira la voce che sia il vampiro più fallito della scuola, poiché è l'unico vampiro che non ha un'arma della Lineage,  con la quale tutti i vampiri sono nati.
Gli amici della squadra di cui Aldred è a capo, però, hanno visto la sua dedizione e ingegnosità, quindi lo rispettano.
I vampiri vivono pacificamente con gli umani e bevono sempre sangue finto per sopravvivere. Un giorno, Kei Yosugara, uno studente di scambio umano silenzioso e misterioso, si unisce alla squadra di vampiri di Aldred.
Quando la luna inizia a "dividersi in due", annunciando la fine del mondo, un piccolo gruppo di vampiri attacca gli studenti, dominandoli rapidamente. Kei suggerisce ad Aldred di bere il suo sangue se vuole proteggere tutti.
Quindi il corpo di Kei si trasforma nella Sacra Lancia che è stata sigillata dentro di lui, e Aldred diventa il possessore della lancia.
Dopo che i vampiri malvagi vengono uccisi, il corpo di Kei si normalizza ed Aldred sviene per l'esaurimento. Il padre di Aldred rivela quindi che gli studenti dovranno proteggere i Cancelli che mantengono il sigillo sulla barriera che ha rinchiuso i vampiri peccatori per 1000 anni.
Aldred deve continuamente bere il sangue di Kei per usare la Lancia Sacra e combattere i vampiri, che sono più forti della maggior parte degli altri studenti mentre bevono sangue reale.
Nel corso del tempo, il corpo di Kei inizia a decomporsi dalla lancia, fino a quando il suo corpo non si trasmuta nella lancia stessa e cessa di essere umano. A quel punto, anche il corpo di Aldred reagisce e comincia ad assomigliare sempre di più ai nemici che sta combattendo, ovvero assetato di sangue per diventare più forte mentre perde gradualmente i suoi istinti umani.
In due settimane, due agenti della terra dei vampiri, Six e Seven, attaccano la terra nella speranza di evocare la sua casa e di ottenere la loro vendetta. Tre giorni prima che la luna si spacchi completamente, Seven si presenta presto a scuola e morde Six, che diventa la sua arma proprio mentre Kei si trasforma in Aldred.
Aldred e Kei decidono di combattere insieme un'ultima volta, ma Aldred si trasforma immediatamente in un feroce vampiro e perde il controllo. Vince rapidamente la battaglia da solo e cerca di uccidere Six e Seven, prima che Kei lo fermi, permettendogli di ritrovare la sua sanità mentale.
Tuttavia è già troppo tardi perché il sigillo si sta rompendo. I vampiri dall'altra parte della barriera cercano di sfondarla e, mentre tutti vanno nel panico, Aldred se ne va.
Nonostante le proteste dei suoi compagni di squadra, Aldred afferma di temere se stesso e i propri istinti vampireschi. Così li lascia.

## Personaggi
Aldred van Envurio
Il figlio adottivo del direttore della scuola di vampiri.
Si dice che sia il vampiro più incapace della scuola ed un totale fallimento, poiché è l'unico vampiro lì che non possiede un'arma della Lineage, qualcosa che tutti i vampiri possiedono dalla nascita. Tuttavia, i suoi amici della sua squadra hanno visto la sua dedizione e ingegnosità e lo rispettano per questo.
Ha i capelli neri appuntiti con una frangia bianca sul davanti. È molto potente fisicamente, ma non può ancora essere paragonato ai vampiri della Lineage, cosa per la quale all'inizio è abbastanza infastidito e che pensa di poter nascondere.
È molto rispettato dai suoi compagni di squadra poiché riconoscono che non è un fallito. Successivamente incontra Kei, che viene assegnato alla sua squadra da suo padre, e che beve il suo sangue per estrarre la lancia sacra con lo scopo di combattere contro i vampiri bevitori di sangue, chiamati anche vampiri malvagi. È doppiato da Daisuke Ono nel Drama-CD.
Kei Yosugara
È un essere umano di circa 17 anni che diventa l'arma di Aldred.
Ogni volta che Aldred beve il sangue di Kei, quest'ultimo diventa la Lancia Sacra. I suoi capelli sono di un bianco candido, con la frangia sulla fronte.
All'inizio è calmo e antisociale, ma quando si abitua al Team 6 e ad Aldred, diventa un po' più espansivo. Si riconosce come uno strumento, poiché è nato e cresciuto in chiesa per diventare il contenitore della Sacra Lancia.
Ogni volta che si trasforma, la lancia consuma il suo corpo, costringendolo successivamente ad utilizzare una sedia a rotelle. Perde anche la vista e l'udito, almeno in parte, e la capacità di scrivere, sebbene cerchi di nasconderlo.
Dimostra di non essere portato per lo sport quando tenta di fare un salto in alto durante le lezioni di ginnastica. Ma non c'è da stupirsi, visto che ha trascorso la maggior parte della sua vita rinchiuso in una prigione. Le due settimane che Kei trascorse con Aldred furono per lui le più preziose di tutta la vita.
Sopravvive fino alla fine della serie, perché Aldred riesce in qualche modo a fermare i vampiri senza usare la Sacra Lancia. Tuttavia, Kei rimane legato alla sedia a rotelle, dalla quale però alla fine sembrerebbe saltare. Il personaggio è doppiato nel Drama-CD da Romi Park
Kodachi Amakusa
È un vampiro che fa parte della squadra numero 6, in grado di evocare il fuoco con la sua arma Lineage per incenerire i suoi nemici. Tiene l'arma ben legata alla sua coscia.
Ha lunghi capelli neri, indossa minigonna e tacchi alti. È sempre molto vicina ad Aldred e prova sentimenti romantici per lui.
Aldred la attacca durante una delle sue voglie di sangue, lei però gli rimane vicina e giura di fermarlo, se e quando dovesse capitare di nuovo. Il personaggio è doppiato da Megumi Toyoguchi.
Lydwine Novie
È una ragazza timida che fa parte della squadra 6, in grado di evocare campi di forza protettivi. La sua arma del Lineage è simile ad un peluche, chiamato Apsa.
È calma, intelligente e comprensiva, apparentemente sembra la più matura della squadra.
Ha i capelli bianchi corti e tiene sempre in mano la sua pistola. Prima che Aldred smettesse di combattere i vampiri, Lydwine gli dona il nastro preferito di Apsa, che sembrava ancora mancare alla fine del manga.
La sua altezza non sembra essere cambiata dopo l'intervallo di tempo. È doppiata da Minori Chihara.
Faye Shoafuu
È un amico di Aldred. È nella squadra numero 6 della classe dell'accademia, il più calmo e timido della squadra.
Considera Aldred come il suo capo e si rivolge a lui in maniera sottomessa. Aldred, prima di partire, dice che Faye avrebbe dovuto rendersi conto che lui è il più forte tra i due e che, dopo Aldred, sarebbe diventato il leader.
Ha lunghi capelli biondo dorato che gli coprono gli occhi e indossa una felpa con cappuccio verde con la sua uniforme. La sua arma del Lineage è una spada che tiene legata alla vita, chiamata Drago di Giada. È doppiato da Takahiro Sakurai
Sakihito Rengokuin
A dodici anni è diventato uno studente dell'Accademia ed è stato il primo essere umano a frequentare la scuola dei vampiri.
Viene da una famiglia benestante e si definisce un genio. Indossa costantemente un camice da laboratorio e degli occhiali.
Ha una specie di ossessione per Aldred e per questo si avvicina molto a Kei dopo averlo visto trasformarsi. Condivide la stanza con Kei. Durante questo periodo, è il primo a conoscere il corpo di Kei e diventa il suo protettore e primo sostenitore.
Fa tutto il possibile per aiutare Kei ad affrontare la sua routine quotidiana, comprese le sue eventuali disabilità, e indaga su come rimuovere la maledizione della lancia dal corpo di Kei dopo aver lasciato Aldred. Non ha armi della Lineage, poiché non è un vampiro, quindi cerca spesso di rimediare costruendo giganteschi robot da combattimento. È doppiato da Tsubasa Yonaga.
Kain van Envurio
È il direttore della Millennium Academy ed il padre adottivo di Aldred.
Ha lunghi capelli neri e indossa un paio di occhiali da sole. È stato lui a rivelare alla squadra di Aldred il destino di Kei.
È possibile che abbia adottato Aldred solo perché è un vampiro senza armi della Lineage e può usare la Holy Spear. È doppiato da Jun'ichi Suwabe.
Six
È un vampiro proprio come Seven. Six indossa abiti aderenti di pelliccia nera e ha lunghi capelli neri. Quando Seven beve il sangue di Six, Six diventa la sua arma, sotto forma di ali nere. È doppiato da Yūichi Nakamura.
Seven
È un vampiro antagonista, che per personalità e aspetto spesso appare come un bambino.
Lui e Six sono buoni amici, entrambi vivevano a Disupea Hollow, dove i vampiri si uccidono a vicenda per sopravvivere. Seven vuole proteggere Six per via del fatto che lì, senza Six, avrebbe avuto una vita decisamente più orribile. È doppiato da Ken'ichi Suzumura.
Rabbi Forester
È il leader della terza divisione dell'Accademia Millennium.

## Media

### Manga
Il manga è stato scritto e disegnato da Yana Toboso, pubblicato dalla Square Enix sulla rivista Monthly GFantasy dal 18 ottobre 2005 al 18 marzo 2006. Un'edizione italiana è stata pubblicata da Panini Comics.

### Drama CD
Dal manga è stato tratto un drama CD, con alcune differenze. L'album è diviso in sei episodi realizzati dallo studio Frontier Works il 21 marzo 2008.